# Huff
Huff is een Amerikaanse tragikomische televisieserie. Hiervan werden 26 afleveringen gemaakt die oorspronkelijk van 7 november 2004 tot en met 25 juni 2006 werden uitgezonden op Showtime.
Huff won in 2005 de Primetime Emmy Awards voor beste bijrolspeelster in een dramaserie (Blythe Danner) en beste titelontwerp en een Genesis Award voor de aflevering Is She Dead?. In 2006 volgde een derde Emmy Award, ook voor de bijrol van Danner. Daarnaast werd bijrolspeler Oliver Platt in 2005 genomineerd voor een Golden Globe.

## Uitgangspunt
Psychiater Craig 'Huff' Huffstodt behandelt dagelijks patiënten met uiteenlopende geestesziektes, maar wordt geconfronteerd met het feit dat hij niet iedereen helemaal zo kan helpen als hij zou willen. Bovendien kent zijn eigen leven, dat met zijn gezin en dat als onderdeel van zijn familie ook de nodige uitdagingen.

## Rolverdeling
*Alleen personages vernoemd die verschijnen in 10 of meer afleveringen
- Hank Azaria - Dr. Craig 'Huff' Huffstodt
- Paget Brewster - Beth Huffstodt
- Anton Yelchin - Byrd Huffstodt
- Andy Comeau - Teddy Huffstodt
- Blythe Danner - Isabelle 'Izzy' Huffstodt
- Oliver Platt - Russell Tupper
- Kimberly Brooks - Paula Dellahouse
- Liza Lapira - Maggie Del Rosario
- Faith Prince - Kelly Knippers
- Jack Laufer - Homeless Hungarian